# Dubai Tennis Championships 2025 - Qualificazioni singolare maschile
Le qualificazioni del singolare del Dubai Tennis Championships 2025 sono state un torneo di tennis preliminare per accedere alla fase finale. I vincitori dell'ultimo turno sono entrani di diritto nel tabellone principale. In caso di ritiro di uno o più giocatori aventi diritto a questi subentrano gli alternate, coloro che vengono ammessi al tabellone principale a causa dell'assenza di un lucky loser che possa sostituire il giocatore ritirato.

## Teste di serie
1. Roman Safiullin (qualificato)
2. Quentin Halys (qualificato)
3. Christopher O'Connell (qualificato)
4. Márton Fucsovics (qualificato)

1. Luca Nardi (ultimo turno, lucky loser)
2. Botic van de Zandschulp (ultimo turno)
3. Otto Virtanen (ultimo turno)
4. Pavel Kotov (ultimo turno)

## Qualificati
1. Roman Safiullin
2. Quentin Halys

1. Christopher O'Connell
2. Márton Fucsovics

### Lucky loser
1. Luca Nardi

## Tabellone

### Legenda
| - Q = Qualificato - WC = Wild card - LL = Lucky loser | - ALT = Alternate - SE = Special Exempt - PR = Protected Ranking | - w/o = Walkover - r = Ritirato - d = Squalificato |

### Sezione 1
|  | Primo turno | Primo turno           | Primo turno      | Primo turno | Primo turno |  |  | Ultimo turno | Ultimo turno    | Ultimo turno    | Ultimo turno | Ultimo turno |  |
|  |             |                       |                  |             |             |  |  |              |                 |                 |              |              |  |
|  | 1           | Roman Safiullin       | 7                | 3           | 6           |  |  |              |                 |                 |              |              |  |
|  | WC          | Nik'oloz Basilashvili | 61               | 6           | 3           |  |  | 1            | Roman Safiullin | Roman Safiullin | 6            | 7            |  |
|  |             | Michail Kukuškin      | Michail Kukuškin | 1           | 5           |  |  | 7            | Otto Virtanen   | Otto Virtanen   | 3            | 65           |  |
|  | 7           | Otto Virtanen         | Otto Virtanen    | 6           | 7           |  |  |              |                 |                 |              |              |  |

### Sezione 2
|  | Primo turno | Primo turno       | Primo turno       | Primo turno | Primo turno |  |  | Ultimo turno | Ultimo turno  | Ultimo turno  | Ultimo turno | Ultimo turno |  |
|  |             |                   |                   |             |             |  |  |              |               |               |              |              |  |
|  | 2           | Quentin Halys     | Quentin Halys     | 6           | 7           |  |  |              |               |               |              |              |  |
|  |             | Yasutaka Uchiyama | Yasutaka Uchiyama | 3           | 64          |  |  | 2            | Quentin Halys | Quentin Halys | 7            | 7            |  |
|  | PR          | Yosuke Watanuki   | Yosuke Watanuki   | 3           | 3           |  |  | 8            | Pavel Kotov   | Pavel Kotov   | 63           | 5            |  |
|  | 8           | Pavel Kotov       | Pavel Kotov       | 6           | 6           |  |  |              |               |               |              |              |  |

### Sezione 3
|  | Primo turno | Primo turno             | Primo turno             | Primo turno | Primo turno |  |  | Ultimo turno | Ultimo turno            | Ultimo turno            | Ultimo turno | Ultimo turno |  |
|  |             |                         |                         |             |             |  |  |              |                         |                         |              |              |  |
|  | 3           | Christopher O'Connell   | Christopher O'Connell   | 6           | 6           |  |  |              |                         |                         |              |              |  |
|  | WC          | Abdulrahman Al Janahi   | Abdulrahman Al Janahi   | 2           | 0           |  |  | 3            | Christopher O'Connell   | Christopher O'Connell   | 7            | 6            |  |
|  | WC          | Andrea Vavassori        | Andrea Vavassori        | 1           | 3           |  |  | 6            | Botic van de Zandschulp | Botic van de Zandschulp | 65           | 4            |  |
|  | 6           | Botic van de Zandschulp | Botic van de Zandschulp | 6           | 6           |  |  |              |                         |                         |              |              |  |

### Sezione 4
|  | Primo turno | Primo turno      | Primo turno      | Primo turno | Primo turno |  |  | Ultimo turno | Ultimo turno     | Ultimo turno     | Ultimo turno | Ultimo turno |  |
|  |             |                  |                  |             |             |  |  |              |                  |                  |              |              |  |
|  | 4           | Márton Fucsovics | Márton Fucsovics | 6           | 6           |  |  |              |                  |                  |              |              |  |
|  |             | Jozef Kovalík    | Jozef Kovalík    | 0           | 1           |  |  | 4            | Márton Fucsovics | Márton Fucsovics | 7            | 6            |  |
|  |             | Lloyd Harris     | Lloyd Harris     | 3           | 5           |  |  | 5            | Luca Nardi       | Luca Nardi       | 65           | 4            |  |
|  | 5           | Luca Nardi       | Luca Nardi       | 6           | 7           |  |  |              |                  |                  |              |              |  |